# Nettoyage de disque
Nettoyage de disque (en anglais, Disk Cleanup) est un utilitaire de maintenance du système d'exploitation Windows de Microsoft.
Il s'agit d'un programme qui permet de libérer de l'espace sur le disque dur d'un ordinateur. Dans un premier temps, l'utilitaire analyse le disque dur pour identifier les fichiers qui ne sont plus utiles, ensuite il propose à l'utilisateur de supprimer ces fichiers, et finalement, il supprime les fichiers indiqués par l'utilisateur.
Dans Windows 7, le programme se trouve dans le dossier Accessoires. Pour le démarrer, il faut cliquer successivement sur le bouton démarrer, Tous les programmes, Accessoires, Outils système et Nettoyage de disque.
Les types de fichiers analysés et proposés à la suppression par cet utilitaire sont :
- les fichiers programmes téléchargés ;
- les fichiers Internet temporaires ;
- les pages Web hors connexion ;
- les fichiers de nouvelles sur les jeux ;
- la corbeille ;
- les fichiers enregistrement de l'installation ;
- les fichiers temporaires ;
- les miniatures ;
- les fichiers archivés de rapport d'erreurs Windows.

## Note
1. ↑  Les noms des types de fichiers listés sont les noms qui apparaissent dans la fenêtre affichée par l'utilitaire Nettoyage de disque à la fin de l'analyse des fichiers